# رافائل گروسی
رافائل ماریانو گروسی (انگلیسی: Rafael Mariano Grossi؛ زادهٔ ۲۹ ژانویهٔ ۱۹۶۱) سیاستمدار اهل آرژانتین و مدیر کل آژانس بین‌المللی انرژی اتمی (IAEA) است. وی از ۳ دسامبر ۲۰۱۹ ریاست این سازمان را بر عهده دارد. او پیش‌تر سفیر آرژانتین در اتریش، اسلوونی، اسلواکی و سازمان‌های بین‌المللی مستقر در وین بین سال‌های (۲۰۱۹–۲۰۱۳) بوده است.

## زندگی‌نامه
رافائل گروسی در سال ۱۹۸۳ از دانشگاه کاتولیک پونتیفیکال با مدرک کارشناسی در علوم سیاسی فارغ‌التّحصیل شد. او در سال ۱۹۸۵ به امور خارجهٔ آرژانتین پیوست. در سال ۱۹۹۷، از دانشگاه ژنو و موسسه تحصیلات تکمیلی مطالعات بین‌المللی با مدرک کارشناسی ارشد و دکترا در رشته روابط بین‌الملل، تاریخ و سیاست بین‌الملل فارغ‌التّحصیل شد.

## سابقه کاری

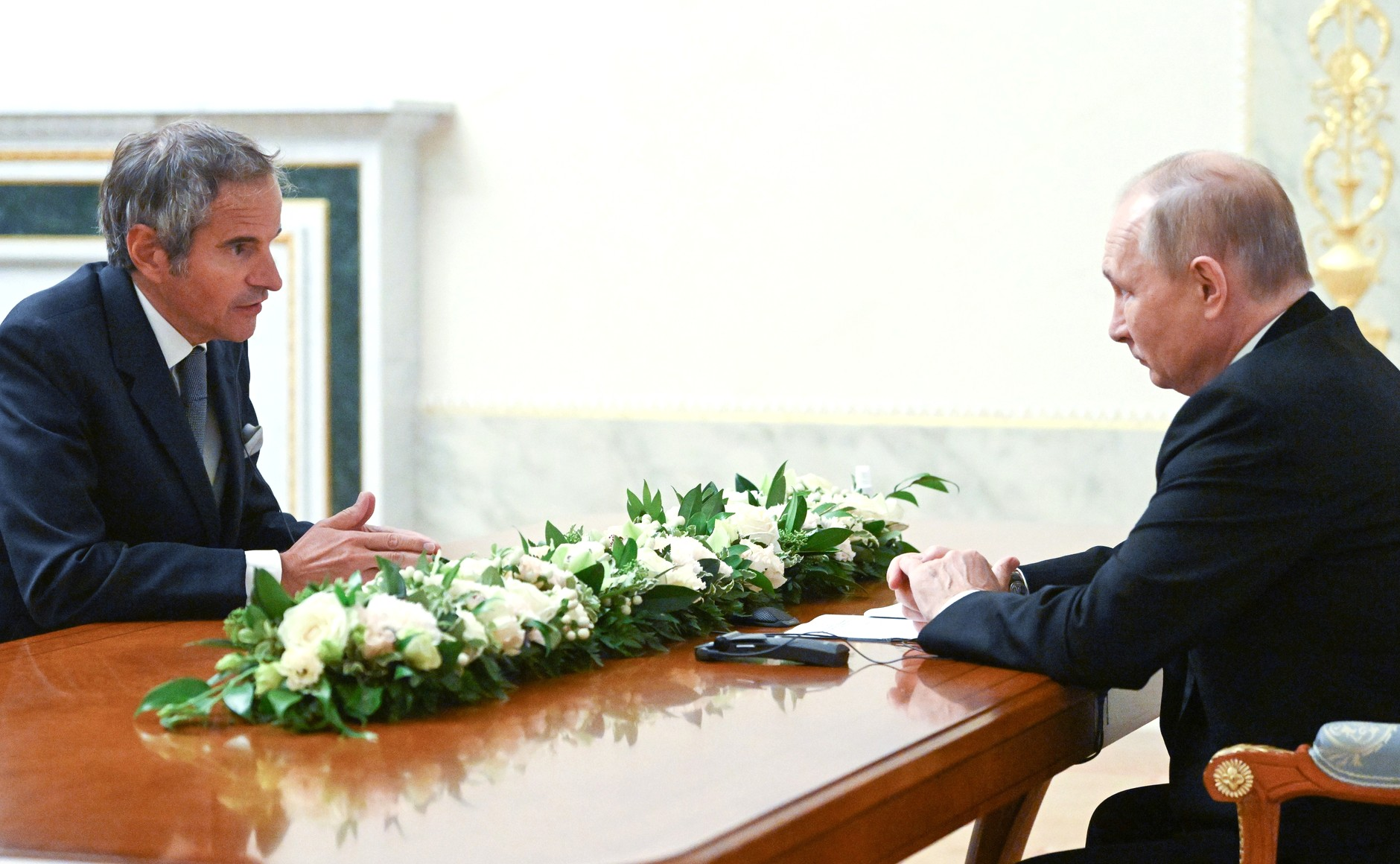
دیدار ولادیمیر پوتین رئیس‌جمهور روسیه با رافائل گروسی مدیرکل آژانس بین‌المللی انرژی اتمی در سن پترزبورگ

«رافائل گروسی» کار در زمینهٔ هسته‌ای را زمانی که امور خارجه آرژانتین و INVAP همکاری می‌کردند، آغاز کرد. بین سال‌های ۱۹۹۷ تا ۲۰۰۰، او رئیس کارگروه کارشناسان دولتی سازمان ملل در موضوع کنترل سلاح‌های بین‌المللی بود و سپس به عنوان مشاور دستیار معاونت سازمان ملل در موضوع خلع سلاح فعالیت کرد.
گروسی از سال ۲۰۰۲ تا ۲۰۰۷، رئیس کارکنان آژانس بین‌المللی انرژی اتمی و سازمان منع سلاح‌های شیمیایی بود. در این بازهٔ زمانی که برای سازمان ملل کار می‌کرد، از تأسیسات هسته‌ای کره شمالی بازدید کرد و در چندین ملاقات با نمایندگان ایران برای دستیابی به یک توافقنامه دربارهٔ برنامه هسته‌ای ایران حضور داشت.
حین کار در امور خارجهٔ آرژانتین، گروسی به عنوان مدیر عمومی امور سیاسی دفتر روابط خارجی آرژانتین، سفیر آرژانتین در بلژیک و نمایندهٔ آرژانتین در دفتر سازمان ملل در ژنو فعّالیّت داشت. از سال ۲۰۱۰ تا ۲۰۱۳، او به عنوان معاون رئیس آژانس بین‌المللی انرژی اتمی فعالیت کرد و در همان سال پایانی، رئیس‌جمهور آرژانتین کریستینا فرناندس او را به عنوان سفیر آرژانتین در اتریش، اسلوونی، اسلواکی و سازمان‌های بین‌المللی مستقر در وین منصوب کرد.
در سپتامبر ۲۰۱۵، دولت آرژانتین وی را به عنوان نامزد ریاست آژانس بین‌المللی انرژی اتمی معرفی کرد که از حمایت دیگر کشورهای آمریکای لاتین و حوزهٔ دریای کارائیب برخوردار بود. اما در سال ۲۰۱۶، دولت جدید آرژانتین به ریاست جمهوری مائوریسیو ماکری، در یک چرخش سیاست این حمایت را پس گرفت و سوزانا مالکورا را به سازمان ملل معرفی کرد. در پی این تحوّلات، گروسی در سال ۲۰۱۶، به عنوان رئیس کارگروه تأمین هسته‌ای (NSG) مشغول فعّالیّت شد.
در سال ۲۰۱۷، رئیس‌جمهور آرژانتین مائوریسیو ماکری، اعلام کرد که گروسی را برای ریاست کنفرانس بازبینی پیمان عدم اشاعه سلاح‌های هسته ای که قرار بود در سال ۲۰۲۰ برگزار شود، نامزد خواهد کرد.
در نوامبر ۲۰۱۷، پس از مفقود شدن زیردریایی ARA San Juan، گروسی ایده بررسی داده‌های ایستگاه‌های هیدرو-آکوستیک سازمان پیمان جامع منع آزمایش‌های هسته ای (CTBTO) را به عنوان راه حلی برای پیدا کردن سرنخی از زیردریایی موردنظر مطرح کرد. وی با مدیر اجرایی این سازمان تماس گرفت و او را متقاعد کرد تا چنین بررسی انجام دهد. این سازمان توانست ردی از یک رخداد صوتی زیردریایی در نزدیکی آخرین موقعیت معلوم زیردریایی پیدا کند. با این حال، بقایای زیردریایی مفقود شده، یک سال بعد و در فاصله تقریباً بیست کیلومتری از محل تخمین زده شده اولیه پیدا شدند.
رافائل گروسی در ۲ اوت ۲۰۱۹، از سوی دولت آرژانتین به عنوان نامزد ریاست آژانس بین‌المللی انرژی اتمی معرفی شد. در ۲۸ اکتبر ۲۰۱۹ و در رای‌گیری اولیه شورای حکام این آژانس، هیچ‌کدام از نامزدها نتوانستند حد نصاب دو سوم لازم آرا از ۳۵ عضو را به دست آورند. روز بعد، در ۲۹ اکتبر ۲۰۱۹، رای‌گیری دوباره انجام شد که طی آن گروسی توانست ۲۴ رای به دست بیاورد که ۱ رای بیشتر از ۲۳ رای لازم برای کسب حد نصاب دو سوم آرا بود و در نتیجه به عنوان نخستین فرد از آمریکای لاتین به ریاست این آژانس برسد. او کار خود را به عنوان ریاست آژانس بین‌المللی انرژی اتمی از ۳ دسامبر ۲۰۱۹ آغاز کرد.
رافائل گروسی دوشنبه سوم شهریور ماه ۱۳۹۹ برای مذاکره با مسوولان عالیرتبه جمهوری اسلامی وارد پایتخت شد تا به گفته او به‌طور «صریح» و «مستقیم» با مسوولان ارشد برنامه اتمی ایران گفتگو کند. از زمان تصدی مقام ریاست آژانس بین‌المللی انرژی اتمی در ماه دسامبر ۲۰۱۹، این نخستین بار است که گروسی به ایران سفر می‌کند.
گروسی در ۳ اسفند ۱۳۹۹ برای بار دوم جهت مذاکره برای برگرداندن ایران به میز مذاکره با آمریکا جهت انجام دوباره تعهدات برجامی خود ۲ روز قبل از سر رسیدن مهلت ایران به آمریکا به تهران سفر کرد.

## نقد و بررسی عملکرد
در ژوئیه ۲۰۲۵ کارین کنیسل با اشاره به رویکرد سیاست زده رافائل گروسی تأکید کرد: «مدیرکل کنونی آژانس به این نهاد بین‌المللی آسیب زده است». او افزود: «برای مدیرکل آژانس بودن، یک فرد باید شخصیت و شهامت داشته باشد. هانس بلیکس در سال‌های ۲۰۰۲ و ۲۰۰۳، زمانی که آمریکا به دنبال حمله به عراق بود، او همه تلاش خود را کرد تا نشان دهد عراق سلاح کشتار جمعی ندارد و هیچ سندی برای این ادعا وجود ندارد. گروسی چنین تعهدی ندارد. او به وظایف آژانس پایبند نیست.»